# Памятник детям блокадного Ленинграда (Омск)
Памятник детям блокадного Ленинграда — монумент в Омске, посвящённый ленинградским детям, пострадавшим в годы Великой Отечественной войны.
Установлен на Ленинградской площади города. Автор — омский скульптор Сергей Голованцев.

## История
В годы войны Омск стал крупным центром эвакуации жителей осаждённого Ленинграда. Многие спасенные и вывезенные в Омск дети остались жить в Сибири. В настоящее время в Омской области проживает около 260 блокадников.
В преддверии празднования 70-летия Великой Победы департаментом культуры администрации Омска было принято решение установить в городе памятник детям блокадного Ленинграда. Инициаторами создания памятника стала городская секция ветеранов-блокадников. Торжественное открытие монумента состоялось 21 февраля 2014 года — в год освобождения Ленинграда — на пересечении улицы Масленникова и проспекта Маркса. Рядом, на доме № 5 по улице Масленникова, установлены мемориальные доски, посвящённые блокаде Ленинграда, куда приносили цветы жители города.
Памятник представляет собой скульптурную композицию высотой 1,2 метра, размещённую на гранитном постаменте — трое детей (две девочки и один мальчик). Их фигуры выполнены в натуральную величину. В руках у мальчика чайник, старшая девочка держит скрипку, младшая — куклу. На постаменте высечена надпись: «Из блокадного Ленинграда в Омскую область было эвакуировано более 17 тысяч детей». Скульптурная группа была отлита из бронзы в городе Жуковском Московской области.